# 好きだから (ベッキー♪♯の曲)
「好きだから」（すきだから）は、ベッキー♪♯の2ndシングル。発売元はEMIミュージックジャパン。2010年2月3日発売。

## 概要
- 前作の「心こめて/ハピハピ」から2ヶ月ぶりのシングル。価格が500円のワンコインシングルとして発売。
- 「好きだから」の作曲者は90年代に活動していたソフトヴィジュアル系ロックバンド、CLOSEの元ギタリスト近藤健次（当時はKENJI名義）。
- プロデューサーにはL'Arc〜en〜Ciel、相川七瀬、Janne Da Arcなどをプロデュースしていた元PINKの岡野ハジメが参加。
- ドラムにはヴィジュアル系ロックバンド、DのHIROKIが担当している（ちなみに「D」のプロデューサーは岡野ハジメ）。

## 収録曲
1. 好きだから
作詞：ベッキー♪♯、作曲：近藤健次、編曲：岡野ハジメ）
  - 『フットンダ』（中京テレビ制作・日本テレビ系列）エンディングテーマ
  - 「レコチョク」CMソング
  - 『にじいろジーン』（関西テレビ制作・フジテレビ系列）お天気コーナーテーマ
2. 好きだから（instrumental）
3. 心こめて 〜STAR Remix〜
作詞：ベッキー♪♯、作曲：市川喜康、リミキサー：Yuichiro Honda